# Черрі-2000
«Черрі 2000» — фантастичний фільм 1987 року з Мелані Гріффіт та Девідом Ендрю у головних ролях.

## Сюжет
У 2017 успішний бізнесмен Сем Тредвелл засмучується поломкою коханої дружини. Вона — дорога модель домашнього робота-андроїда. Друзі намагаються звернути його увагу на справжніх жінок багатого міста, але він не зацікавлений в них, оскільки більше любить свою Черрі. Місцевих жінок більше цікавлять фінансова забезпеченість чергового чоловіка і умови контракту, деталі якого набагато детальніше шлюбного, розписують обов'язки сторін. Мріючи повернути Черрі до життя, Сем наймає якогось Е. Джонсона, щоб знайти точний дублікат своєї дружини, завантажити їй пам'ять Черрі і стати знову щасливим. Але склад роботів знаходиться далеко, так що у героя досить часу багато чого переосмислити.

## Актори
| Актор                 | Роль                 |
| --------------------- | -------------------- |
| Мелані Гріффіт        | Едіт Джонсон         |
| Девід Ендрюс          | Сем Тредвелл         |
| Бен Джонсон           | Джейк                |
| Тім Томерсон          | Лестер               |
| Дженніфер Белгобін    | Глорі                |
| Маршалл Белл          | Білл                 |
| Гаррі Кері молодший   | Снепі Том            |
| Лоуренс Фішберн       | юрист Glu Glu        |
| Памела Гідлі          | Черрі 2000           |
| Майкл С. Гвін         | Слім                 |
| Брайон Джеймс         | Стейсі               |
| Джефф Лівайн          | Марті                |
| Дженніфер Майо        | Ранда                |
| Камерон Мілцер        | Елейн / Джинджер     |
| Говард Свейн          | Джим Скіт            |
| Джек Тібо             | Кремезний            |
| Роберт З'Дар          | Чет                  |
| Дженні Лестер-МакКеон | робот Сліма          |
| Кеті Грін             | Емі Мімюр            |
| Джоан Рідделл         | виснажена дівчина    |
| Джон Тарнофф          | юрист                |
| Аннабель Брукс        | клієнт клубу Glu Glu |
| Рей Фаваро            | клієнт клубу Glu Glu |
| Френсіс МакКеффрі     | клієнт клубу Glu Glu |
| Слай Сміт             | бармен               |
| Донні Евінс           | Донні                |